# مارتين بونجور
مارتين بونجور (بالإسبانية: Martín Bonjour)‏ هو لاعب كرة قدم أرجنتيني في مركز الدفاع، ولد في 4 سبتمبر 1985 في كارهيو ‏ في الأرجنتين. لعب مع أوليمبو وأونس كالداس ورامبلا جونيورز وسوسيداد ديبورتيفو كيتو وفانكوفر وايتكابس ولخ بوزنان ونادي ليفربول.

## وصلات خارجية
- مارتين بونجور على موقع الدوري الأمريكي (الإنجليزية)
- مارتين بونجور على موقع قاعدة بيانات كرة القدم.إي يو (الإنجليزية)
- مارتين بونجور على موقع Soccerway.com (الإنجليزية)
- مارتين بونجور على موقع AS.com (الإسبانية)